# يوهان سايمون فون كيرنر
يوهان سايمون فون كيرنر (بالألمانية: Johann Simon von Kerner) (و. 1755 – 1830 م) هو عالم نبات من ألمانيا . ولد في كيرشهايم اونتر تك.
توفي في شتوتغارت.